# Sibiu Open 2024
Il Sibiu Open 2024 è stato un torneo maschile di tennis professionistico. È stata la 13ª edizione del torneo, facente parte della categoria Challenger 50 nell'ambito dell'ATP Challenger Tour 2024, con un montepremi di 36 000 €. Si è giocato dal 16 al 22 settembre 2024 sui campi in terra rossa del Tenis Club Pamira di Sibiu, in Romania.

## Partecipanti

### Teste di serie
| Nazionalità | Giocatore            | Ranking* | Testa di serie |
| ----------- | -------------------- | -------- | -------------- |
| Italia      | Stefano Travaglia    | 199      | 1              |
| Kazakistan  | Timofej Skatov       | 201      | 2              |
| Francia     | Valentin Royer       | 216      | 3              |
| Germania    | Rudolf Molleker      | 248      | 4              |
| Canada      | Liam Draxl           | 259      | 5              |
| Italia      | Francesco Maestrelli | 264      | 6              |
| Italia      | Enrico Dalla Valle   | 269      | 7              |
| Romania     | Cezar Crețu          | 292      | 8              |

* Ranking al 9 settembre 2024.

### Altri partecipanti
I seguenti giocatori hanno ricevuto una wild card per il tabellone principale:
- Jacopo Berrettini
- Sebastian Gima
- Jorge Plans

I seguenti giocatori sono entrati in tabellone come alternate:
- Miguel Damas
- Corentin Denolly

I seguenti giocatori sono passati dalle qualificazioni:
- Arthur Gea
- Genaro Alberto Olivieri
- Artem Dubrivnyy
- Christoph Negritu
- Ștefan Paloși
- Hynek Bartoň

## Punti e montepremi
| Torneo    | Torneo              | V     | F     | SF    | QF    | 2T  | 1T  | Q | Q2  | Q1  |
| Singolare | Punti               | 50    | 25    | 14    | 8     | 4   | 0   | 3 | 1   | 0   |
| Singolare | Premi in denaro (€) | 4 910 | 2 950 | 1 735 | 1 000 | 600 | 360 | – | 180 | 110 |
| Doppio    | Punti               | 50    | 25    | 14    | 8     | –   | 0   | – | –   | –   |
| Doppio    | Premi in denaro (€) | 1 900 | 1 110 | 670   | 390   | –   | 225 | – | –   | –   |

## Campioni

### Singolare
Valentin Royer ha sconfitto in finale  Luka Pavlovic con il punteggio di 6–4, 6–0.

### Doppio
Alexander Merino /  Christoph Negritu hanno sconfitto in finale  Liam Draxl /  Cleeve Harper con il punteggio di 6–2, 7–6(2).